# Holzsandale

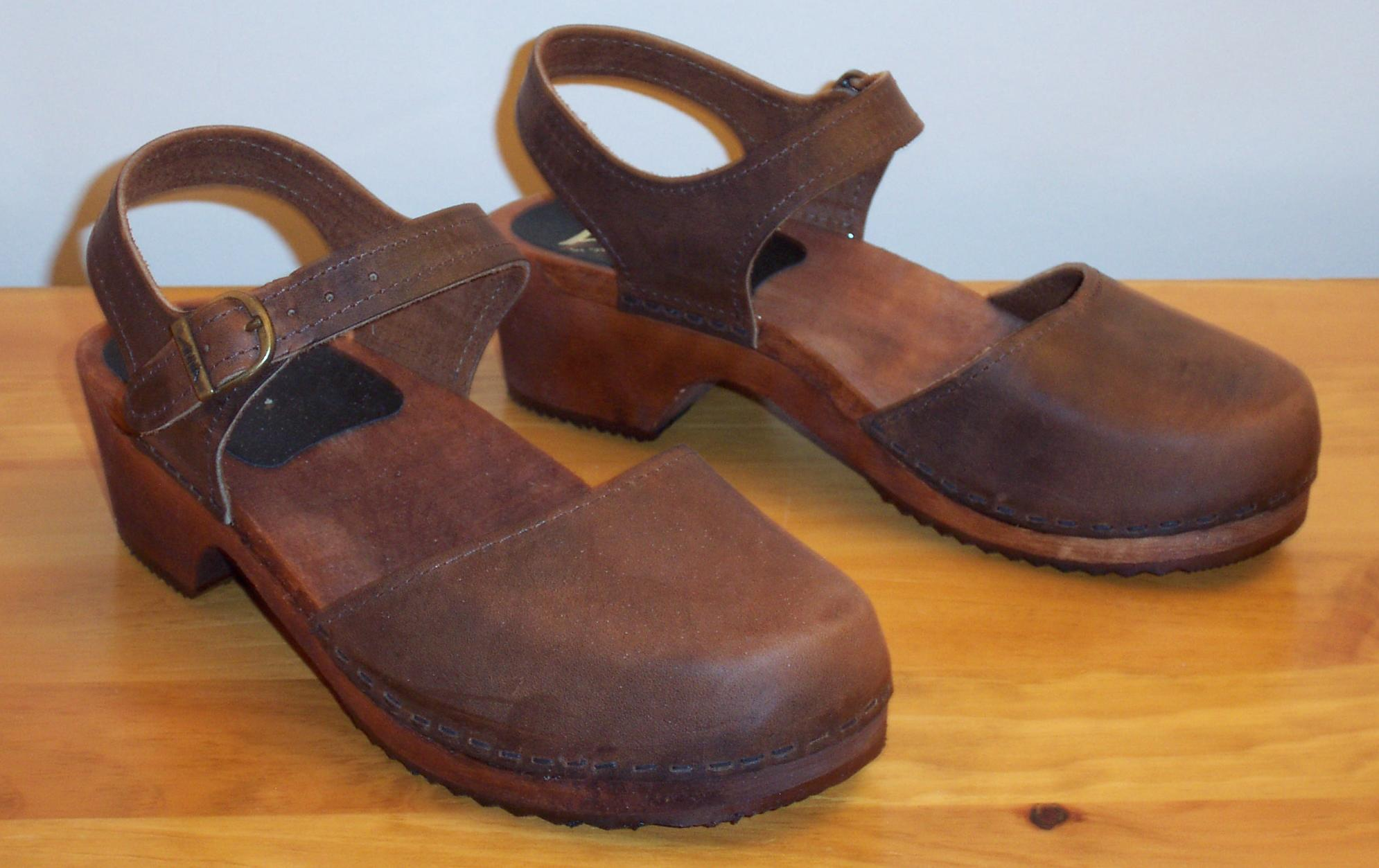
Holzsandale

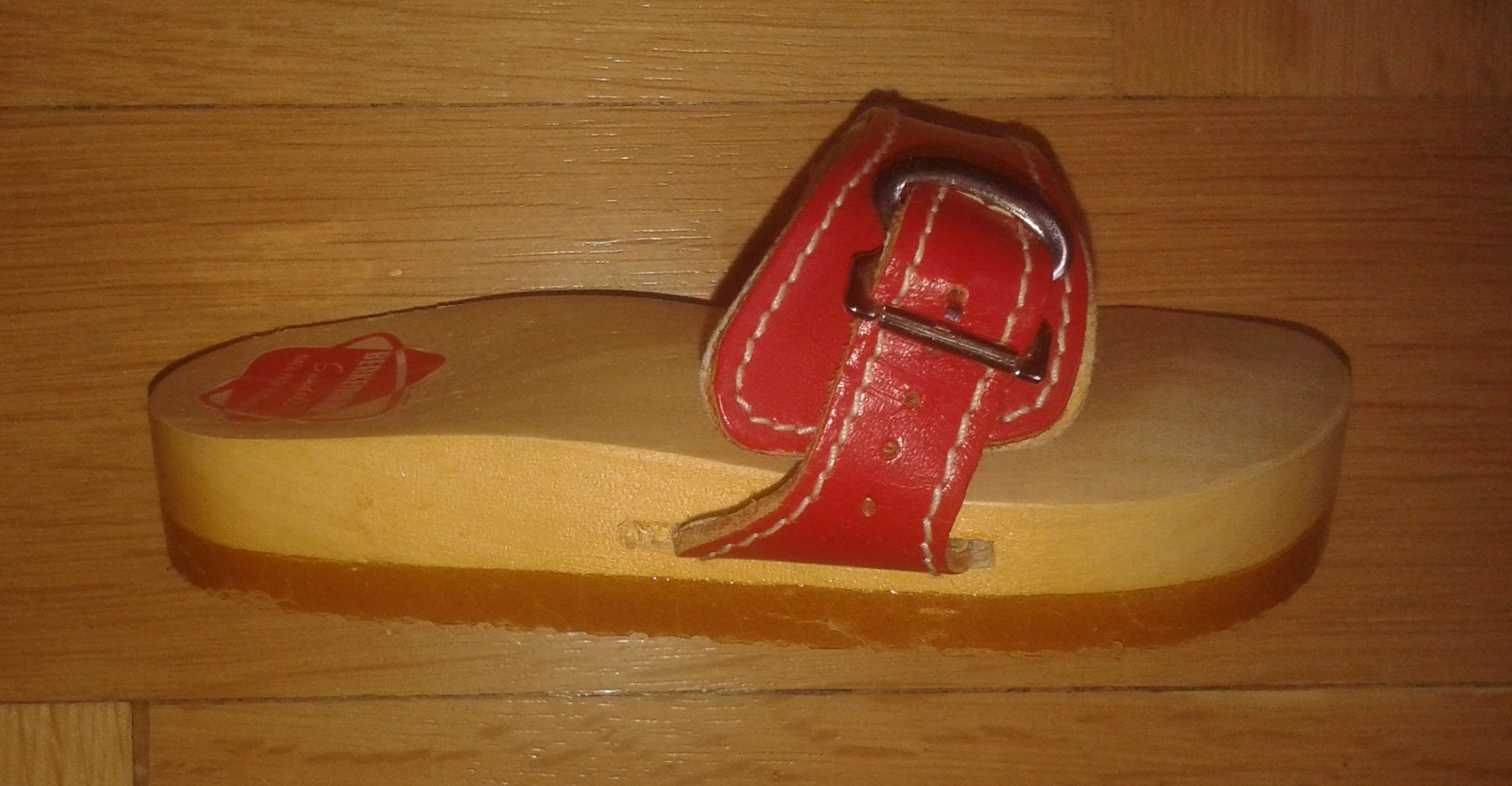
Gymnastiksandale für Kinder, Schuhgröße 23, um 1970

Eine Holzsandale ist eine Sandale mit einem aus Holz gefertigten Schuhboden.
Die am stärksten verbreiteten Modelle sind nur mit einem Querriemen über den Zehengrundgelenken versehen. Aus Ausgrabungen kennt man Holzsandalen bereits aus der Zeit der Etrusker (Exponat im Bally-Schuhmuseum, Schönenwerd). Mittlerweile gibt es unzählige Varianten der Holzsandale; damit das Laufen mit der harten Holzsohle etwas bequemer wird, bieten einige Hersteller nun flexible Sohlen mit eingebautem Gummigelenk an, die das Abrollen des Fußes unterstützen.   
Folgende Modelltypen sind verbreitet:
- Holzsandalette (Sohle mit höherem Absatz, Damenmodell)
- Geta (traditionelle japanische Holzsandale mit Zehensteg)
- Gymnastiksandale (nur ein Querriemen, Unisexmodell)

In der Schweiz werden Holzsandalen Zoccoli oder Zoggeli genannt (von italienisch zoccolo ‚Holzschuh‘, Plural zoccoli).